# Mabokiana teocchii
Mabokiana teocchii är en insektsart som beskrevs av Boulard 1976. Mabokiana teocchii ingår i släktet Mabokiana och familjen hornstritar. Inga underarter finns listade i Catalogue of Life.